# Вільна електронна пара
Вільна або неподілена електронна пара (англ. lone or nonbonding electron pair) — електронна пара, локалізована у валентній оболонці одного атома. Рекомендований сучасний термін незв'язувальна електронна пара. В формулі Льюїса вільну електронну пару позначають двома крапками (або рискою) біля відповідного атома, згідно з рекомендацією ІЮПАК. В навчальній літературі зустрічається наочне зображення вільної пари хмаринкою.
Оскільки ковалентний зв'язок утворюється шляхом усуспільнення електронів двома атомами, вільна електронна пара за визначенням не бере участі в його утворенні. Вільні електронні пари слід враховувати при застосуванні чи перевірці правила октету: кількість електронів у вільних парах атома плюс кількість зв'язувальних (усуспільнених) електронів дорівнює загальній кількості електронів у валентній оболонці цього атома, що за правилом октету для валентно насиченого атому має складати 8.
Наявність вільних електронних пар притаманна насамперед атомам, які ще до сполучення в молекулу мали більш ніж наполовину заповнений електронами зовнішній (валентний) рівень: N, O, F, Cl, S тощо. Вільна електронна пара може брати участь в утворенні додаткового ковалентного зв'язку за донорно-акцепторним механізмом, а також в міжмолекулярній взаємодії, зокрема, утворювати водневий зв'язок.
Згідно з моделлю Ґілеспі, вільна електронна пара займає у валентній оболонці атома певний об'єм, так само як і зв'язувальна електронна пара. Можна вважати, що вільна електронна пара посідає гібридну атомну орбіталь відповідного типу. Приміром, вільні пари неводневих атомів у молекулах NH
3, H
2O та HF посідають sp3-гібридні орбіталі; дві вільні пари атома оксигену в молекулі вуглекислого газу чи в карбонільній групі — sp2-гібридні орбіталі; вільна пара атома карбону в молекулі чадного газу — sp-гібридну орбіталь.

## Приклади представлення структур молекул із неподіленими електронними парами

Структурна формула води з двома електронними парами позначеними крапками.
Структурна формула води з двома електронними парами позначеними рисками.
Структурна формула води з двома електронними парами позначеними як електронні хмаринки.
Диоксид карбону з чотирма вільними електронними парами.
Синильна кислота з одною вільною електронною парою.
Аміак з  одною вільною електронною парою.
Молекула азоту  з двома вільними електронними парами.
Молекула азоту  з двома вільними електронними парами позначеними як електронні хмаринки.
Озон із шістьма вільними електронними парами.
Хлороводень із трьома вільними електронними парами.